# ثاج
ثاج مدينة أثرية تقع في المنطقة الشرقية شرق المملكة العربية السعودية، كانت في يوم من الأيام أحد المراكز الحضارية المهمّة في الجزيرة العربية، إذ تقول الدراسات الأثرية إن هذه المدينة ازدهرت في الألفية الأولى قبل الميلاد، وهي تعد أكبر موقع هلينستي معروف في المنطقة الشرقية حتى الآن.

## الموقع
تقع ثاج بالمنطقة الشرقية من المملكة العربية السعودية على بعد 95 كم تقريباً عن مدينة الجبيل، وعلى بعد 150 كم تقريباً إلى الشمال الغربي عن مدينة الظهران، وعلى بعد 300 كم عن مدينة الدمام. تُعتبر ثاج من أهم المواقع الأثرية في المنطقة الشرقية وفي المملكة. والموقع يأخذ رقم «215 ـ 208» في سجلات إدارة الآثار والمتاحف السعودية، وتقع ثاج في وادٍ ضحل ينحدر ببطيء نحو الشمال. وتقع على طريق القوافل التجارية القديم المتجهة جنوباً إلى اليمامة والأفلاج ومنها إلى وادي الدواسر ثم إلى قرية الفاو ونجران، وقد اكتسبت أهميه بارزة في توفير الخدمات اللازمة لتجارة العبور وربما كانت إحدى أهم محطات ذلك الطريق.

## الآثار
تقع المدينة داخل سور بطول 2535 متراً وعرض المتبقي من هذا السور يصل إلى مترين و30 سم. ويقع داخل هذا السور ما يُسمى بـ«التلال السكنية» يفصل بينها ممرّات يتراوح عرضها بين الخمسة والستة أمتار. وقد كشفت الحفريات التي أجريت في الموقع الأثري عن أقدم فرن للفخار في المنطقة الشرقية، كما كشف عن طفلة بكامل مرافقاتها الجنائزية تعود إلى القرن الأول الميلادي. وفي تصريح لوزير الثقافة السعودي فقد تم اكتشاف قناع ذهبي يعود لهذه الطفلة التي يُعتقد أنها كانت أميرة بسبب كثرة الموجودات الذهبية الأخرى التي وُجِدت في مدفنها.  وحسب الخبراء لم تكتشف كامل كنوز المدينة الأثرية حتى الآن، إذ لم يجرى سوى عمليتي حفر داخل السور في عامي 1985 وعام 1986، أما باقي أعمال الحفر والتنقيب فتجرى خارج السور، حيث اكتشفت مجموعة من المدافن في تل قريب من السور تعود إلى الفترة الزمنية ذاتها التي يرجع لها تاريخ تأسيس المدينة.
كذلك عثر على كميات من الدمى الحيوانية والبشرية في الموقع، ووجد العديد منها قريباً من السطح. أيضاً عثر على بعض هذه الآثار محطماً. وهذه الظاهرة، كما يقول عبد الحميد الحشاش مدير متحف الدمام الإقليمي: « تدل على أن هذه المدينة كانت حاضرة مهمة في عصر صدر الإسلام واستجابت له وآمنت برسالة النبي محمد صلى الله عليه وسلم بعدما كانت وثنية».

## ثاج في ذاكرة التاريخ

### ثاج في الشعر
كانت ثاج حاضرة في الشعر العربي القديم، إذ ألهبت خيال الشعراء وقرائحهم ويظهر ذلك جلياً في الشعر العربي القديم. فقد ورد ذكرها في أشعار القدامى مثل قول الشاعر راشد اليشكري في قصيدته التي جاءت في كتاب «المفضليات»:
وقال عنها الفرزدق، الشاعر الأموي الشهير في نقائضه مع غريمه جرير:
وذكرها ذو الرمة في قصيدة له يقول فيها:

### ثاج في كتب الرحالة
وقد ورد اسم ثاج بكثرة في المعاجم وكتب التراث مثل «معجم البلدان» لياقوت الحموي و«بلاد العرب» للعمدة الأصفهاني و«صفة جزيرة العرب» للهمداني و«تهذيب اللغة» للأزهري. كذلك ورد ذكر ثاج في عدد من الكتب والدراسات التي أصدرها عدد من دارسي الآثار الذين عبروا المنطقة الشرقية منهم بلي أثناء مروره بالمنطقة الشرقية عام 1865، ولوريمر الذي اورد في تقاريره حين يصف وادي المياه أن أهم موقع أثري في الوادي هي ثاج. كما زارها ريكمانز وزوجته فيوليت عام 1942، وقدما وصفاً دقيقاً لها.
وكانت ثاج مقصد المهتمين بالآثار ومنهم البعثة الدنماركية عام 1968، أثناء زيارتها لمنطقة الخليج بقيادة الباحث جيفري بيبي، ونقبت البعثة عن بعض القبور القديمة ونشرت عنها في تقرير عن هذه الزيارة عام 1973. كما زارها هارينغتون وماندفيل عام 1962. وعثر جون مولر عام 1958 على نقش مدون عليه «وجر وقبر» وهذه الكتابة تستخدم في شواهد القبور الاحسائية. وعنها يوضح الحشاش، مدير متحف الدمام الأقليمي، «يعود تاريخ ثاج إلى 500 سنة قبل الميلاد وكان ازدهارها في فترة الاستعمار الإغريقي ابان حملات الاسكندر الأكبر للمناطق المحيطة بالجزيرة العربية وقد سكنتها قبائل الجرهاء من القبائل العربية المعروفة». ويضيف الحشاش «كانت هذه المدينة من الحواضر المهمة في الجزيرة العربية في التاريخ القديم». وفي عام 1982 أوفدت إدارة الآثار والمتاحف ـ كانت وكالة تابعة لوزارة المعارف ـ فريقاً أثرياً بإشراف الدكتور دانيال بوتس لمعاينة الموقع، وفي العام التالي أجرى فريق أثري من وكالة الآثار والمتاحف بإشراف الدكتور محمد صالح قزدر أول موسم تنقيب في ثاج. وتتعذّر اليوم زيارة الموقع بسبب الإغلاق، ويوضح الحشاش انه «جرى تسوير الموقع الأثري من قبل الوكالة ووضع حراسة عليه بسبب أهميته الأثرية».

## مدينة الجرهاء
عرفت مدينة الجرهاء بالكتابات القديمة بثرائها وقوتها الاقتصادية، وهي مدينة لا يعلم بشكل قاطع موقعها حتى الآن إلا أن العديد من العلماء يرجحون موقع ثاج الأثري موقعاً لها، وكانت لها علاقاتٍ مع مدينة الفاو.